# 마츠시타 사에코
마츠시타 사에코(일본어: 松下紗栄子 まつした さえこ[*], 1990년 9월 30일 ~ )는 일본 여자 AV 배우다. 키는 167cm 몸무게는 46kg이다. 쓰리 사이즈는 B91-W61-H91로써 브라사이즈는 H컵이다.

## 상세
- 2015년 22살 6월에 시작을 발매했다. 이후 기품있으면서도 색기 가득한 마스크와 볼륨감있고 굴곡진 몸매와 탄탄한 바디 밸런스를 갖추어 일부 매니아층들에게 호평을 얻고 있다.

## 이력
- 2015년 6월부터 10월까지 약 한 달을 주기로 꾸준히 작품을 냈다가 돌연듯 작품을 내지 않아 은퇴설이 나돌았다. 그렇지만 2016년 4월에 복귀했고 5월에 작품을 내고 6월에도 출품 예정인 작품이 나와있는 상태이며 현재 8월 작품까지 소개되어 있는 상황이다. 다만 5월 작품부터는 새로운 AV 기획사(어태커즈)로 이적하며 어태커즈를 싫어하던 팬들의 하소연을 간간히 볼 수 있었으며 기존 메이커와의 전속 해지를 굉장히 아쉬워하는 팬들이 다수 존재했다. 그래도 복귀를 환영하며 기존 일본 AV에서 흔하지 않은 마스크를 자랑, 나름 탄탄한 팬층을 자랑하며 앞으로가 더욱 더 기대되는 배우로 성장하고 있다. 2017년 4월 현재까지 꾸준히 활동하고 있지만 매번 비슷한 패턴의 작품 출연으로 배우로서의 매력이 반감되어 가고 있다. 정확히 말하면 연기력이 성장하지 못하면서 치녀를 시도해 볼 수 있는 마스크와 글래머러스한 몸매에도 불구하고 한 가지 장르만 소화하고 있다. 2017년 7월부터 어태커즈와 동시에 타메이케 고로에도 출연한다.